# Gottfried Eberhard Hoffmann
Gottfried Eberhard Hoffmann (* 16. Dezember 1760 in Stuttgart; † unklar) war ein deutscher Verwaltungsjurist. Von 1805 bis 1811 war er Oberamtmann von Stuttgart.

## Leben und Beruf
Gottfried Eberhard Hoffmann war der Sohn des Stuttgarter Stadtgerichts-Advokaten (Titularrat) Friedrich David Hoffmann (1732–1794) und dessen erster Frau Johanna Sofie Regine, geb. Hoffmann. Er studierte ab 1777 Rechtswissenschaft. Er war Major. Bis 1805 war er als Oberamtmann von Hornberg tätig. Anschließend war er von 1805 bis 1811 Oberamtmann und damit Stadtoberhaupt von Stuttgart. Ab 1811 war er schließlich Direktor des Provinzialjustizkollegiums in Ulm.
Hofmann war verheiratet mit Cornelie Johanne, geb. Bröder (geb. 1768).